# جايسون لي (محامي)
جايسون لي (بالإنجليزية: Jason Lee)‏ هو قاضي ومحامي أمريكي، ولد في 2 يونيو 1915، وتوفي في 19 فبراير 1980 في سايلم في الولايات المتحدة.